# Gongylosciadium
Gongylosciadium, monotipski biljni rod raširen po Turskoj, Iranu i Zakavkazju. Jedina je vrsta G. falcarioides, pripada porodica štitarki.

## Sinonimi
1. Falcaria falcarioides (Bornm. & H.Wolff) H.Wolff
2. Pimpinella falcarioides Bornm. & H.Wolff
3. Scaligeria falcarioides (Bornm. & H.Wolff) Parsa